# 3K60 Bal
Il 3K60 Bal (in cirillico: Бал, nome in codice NATO: SSC-6 Sennight) anche semplicemente noto come Bal, è un sistema missilistico costiero di fabbricazione russa, entrato in servizio tra il 2003 ed il 2009, per sostituire il 4K51 Rubež.
Equipaggiato con i missili anti-nave Kh-35, è stato progettato per la difesa di porti e basi navali, delle acque territoriali e per il supporto delle forze navali entro i limiti della Zona Economica Esclusiva. Il sistema, il cui sviluppo è stato completato nei primi anni 2000, costituisce un'alternativa più semplice ed economica al più moderno sistema missilistico costiero K-300P Bastion-P il quale, al contrario, impiega i più moderni missili P-800 Oniks e quelli della famiglia Kalibr.

## Sviluppo
Il 3K60 Bal è un moderno sistema di difesa costiera di origine russa sviluppato negli anni '90 come possibile sostituto del sistema 4K51 Rubež. Il Bal utilizza il missile antinave subsonico Kh-35 Uran che offre prestazioni più o meno simili a quelle dell'americano RGM-84 Harpoon e del francese MM-40 Exocet. I test di stato si sono conclusi ad inizio anni 2000 e l'entrata in servizio è generalmente posta tra il 2003 ed il 2009 a seconda delle fonti.

## Caratteristiche
Il Kh-35 utilizzato dal Bal è un missile a volo radente (sea-skimmer) con velocità subsonica pari a Mach 0.8. Poiché il missile dipende dai dati radar, la portata è limitata all'efficacia dei radar costieri Monolit-B e Garpun che, nel caso dell'Kh-35E, riescono a guidare il missile fino a 120 km di distanza dal punto di lancio.

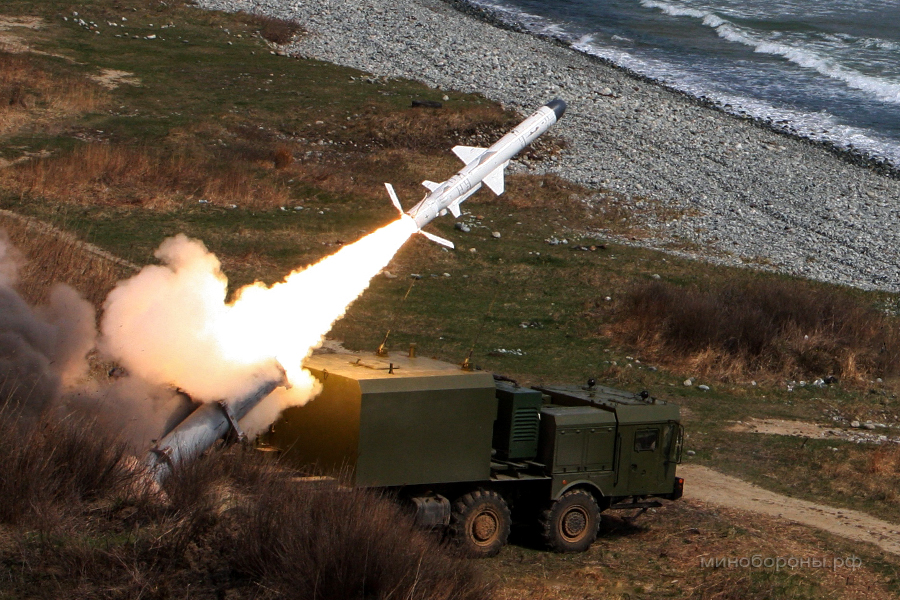
Il sistema missilistico Bal, lancia un missile Kh-35U dopo aver ingaggiato un bersaglio costiero.

La testata contiene 145 kg esplosivo ad alto potenziale ed un sistema di guida radar attiva che subentra al Monolit-B dispiegato sulla costa nella fase terminale di volo. La portata effettiva del radar del missile è di circa 50 km.
Tutti e 32 i missili, che costituiscono una unità missilistica Bal, possono essere lanciati in una singola raffica al fine di saturare la difesa aerea avversaria.
Il Bal impiega circa 10 minuti per passare dalla modalità di trasferimento a quella di combattimento.

## Composizione
Una batteria Bal è composta da:
- 1 veicolo di comando con protezione NBC
- 2 lanciatori con capacità di carico fino a 8 missili ciascuno
- 2 veicoli munizioni da 8 missili ciascuno con gru di carico

Un'unità di difesa costiera è composta da due batterie, per un totale di 32 missili pronti al fuoco.

## Impiego
I sistemi Bal sono oggi in servizio con la marina militare russa e con la marina militare del Vietnam.
Ad inizio 2010, le autorità russe prevedevano di fornire il complesso alla Libia ma, a causa della guerra civile scoppiata nel 2011, la Russia ha imposto un embargo sulle forniture militari.
L'Azerbaigian ha mostrato interesse nel Bal-E nel 2014, volendone acquisire almeno una divisione. Nel 2018, però, la Russia ha rifiutato di fornire il complesso missilistico costiero Bal-E all'esercito azero a causa dei rischi che potrebbe porre alle navi componenti la Flottiglia del Caspio.
Impiegato nel corso delle ostilità in Ucraina del 2022, in cui ha ricevuto il battesimo del fuoco, è stato impiegato per neutralizzare obiettivi collocati nell'entroterra ucraino dalle coste della penisola crimeana.

## Versioni
3K60Bal: versione per il mercato russo, in uso con la marina russa

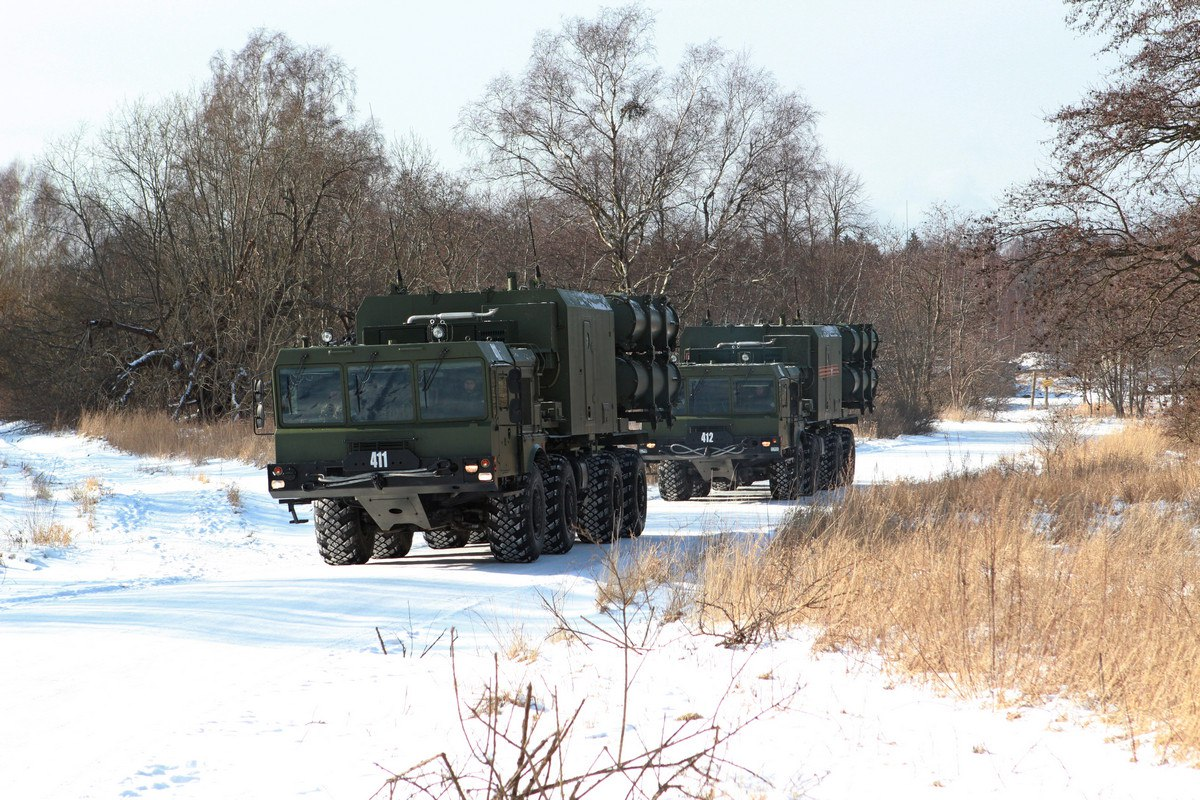
Unità Bal raggiungono un sito di lancio durante un'esercitazione; 2018.

Bal-E: versione da esportazione

## Utilizzatori
Russia
- 50 unità Bal consegnate a tutto il 2018

 Vietnam
- Consegne di Bal-E effettuate nel 2009-2010

 Venezuela
- Consegnati 2 complessi Bal-E